# Andreas Tews
Andreas Tews (Rostock, 11 settembre 1968) è un ex pugile tedesco.

## Palmarès

### Olimpiadi
- 2 medaglie:
  - 1 oro (Barcellona 1992[1] nei pesi piuma)
  - 1 argento (Seul 1988[2] nei pesi mosca)

### Europei dilettanti
- 2 medaglie:
  - 1 oro (Torino 1987[2] nei pesi mosca)
  - 1 bronzo (Göteborg 1991[1] nei pesi gallo)